# ریان توماس
ریان توماس (انگلیسی: Ryan Thomas؛ زادهٔ ۲۰ دسامبر ۱۹۹۴) بازیکن فوتبال اهل نیوزیلند است.
از باشگاه‌هایی که در آن بازی کرده‌است می‌توان به باشگاه فوتبال پک زووله اشاره کرد.
وی همچنین در تیم‌های ملی فوتبال نیوزیلند بازی کرده‌است.